# De kus van Odfella
De kus van Odfella is een stripverhaal uit de reeks van Suske en Wiske. Het is geschreven door Marc Verhaegen en gepubliceerd in De Standaard en Het Nieuwsblad van 11 februari 2003 tot en met 2 juni 2003. Het was het eerste verhaal dat in de krant Het Nieuwsblad in kleur verscheen. De eerste albumuitgave was op 13 augustus 2003.

## Locaties
Dit verhaal speelt zich af op de volgende locaties:
- België, Antwerpen, de IJzeren Chocotov-spoorlijn naar Chocowakije,[1] Gomoravska[2] en Sodomitz[3] op grens Chocowakije en Kurkije,[4] de Molotova[5] (rivier), Het Pand van het Levend Verstand, Het Huis van de Duistere Dossiers, Het Huis van het Zwevend Speelgoed.

## Personages
In dit verhaal komen de volgende personages voor:
- Suske, Wiske met Schanulleke, tante Sidonia, Lambik, Jerom, Odfella (zuster van de Basiliusorde: Eponga Pecha (zij die de zonden opzuigt),[6] koerier Koen, Arjin Labevski (ingenieur tweelingsteden), Jackov Nenoom[7] (beeldhouwer en profeet, godsdienstfanaticus), Koze (nar), Grolum (knecht Nenoom, kruising trol en reuzin, woont in riolen,[8] Onno (veelvraat), luiaard, Didi (nar), Honoré Havare (vrek), agenten van de Chocowaakse geheime dienst, Tirana.[9]

## Het verhaal
Odfella is naar huis om haar grootvader te vertellen over de verdwijning van Kalasj Nikov, Lambik wil nog altijd met haar trouwen. Wiske mist Schanulleke en een koerier brengt een cd-rom met een briefje, hou de kurk op de choco. Red zus in t. Suske en Wiske doen de cd-rom in hun computer en spelen Tetris, als ze een T maken komt er een plattegrond van een stad tevoorschijn. Jerom denkt aan Chocowakije en Kurkije en vreest dat zuster Odfella in problemen is. Suske vertelt dat een godsdienstfanatieke ingenieur, die bezeten was door het Bijbelverhaal van Sodom en Gomorra uit het boek Genesis, de steden Gomoravska en Sodomitz in Chocowakije stichtte in de dertiende eeuw. De steden zijn in spiegelbeeld gebouwd en vormen een kruis, ze liggen op de grens met Kurkije ziet Wiske in de atlas en Sidonia leest dat de ingenieur en Nenoom bevriend waren. Labevski was ook bezeten door de zeven hoofdzonden en Sidonia herinnert zich de woorden van Retlaw; alleen het offer van de jeugd, instinct en onschuld kan de wereld redden. Suske vindt dat dit op Kalasj, Floda en Schanulleke slaat en de vrienden gaan met de Chocotov-expres op weg en Lambik vertelt dat de IJzeren Chocotovspoorlijn in 1866 werd aangelegd en de verbinding tussen Antwerpen en Praak is. Ze reizen via Gomoravska en Sodomitz en Odfella is inmiddels al in Sodomitz aangekomen. Ze wordt door Koze, een nar, verwelkomd en ook Kalasj komt met Floda en Schanulleke in Gomoravaska aan. Koerier Koen gooit een pakketje in de trein en Jerom vindt drie persoonlijke dossiers, ze lezen de papieren en tante Sidonia deelt haar dossier met Suske en Wiske. Wie Sodomitz betreedt moet de Proef van de Zeven Hoofdzonden met succes doorstaan, anders zal een bloedverwant verslonden worden door de Grolem in de tweelingstad. Jerom heeft een dossier vol vrienden van Odfella gekregen en Lambik heeft zijn eigen heldendaden op papier. Lambik is blij met de informatie en Jerom vindt het onzin, niemand vertelt wat ze gelezen hebben. Dan zien de vrienden hoe de machinist uit de trein springt en Jerom kan voorkomen dat de vrienden te pletter vallen.
De vrienden gaan met een lorrie verder en Odfella gaat in avondkleding naar Arjin Labevski, de ontwerper van de tweelingsteden. Hij vertelt dat de tijd is blijven stilstaan sinds hij de steden in de dertiende eeuw ontworpen heeft, maar het zedelijk verval heeft de bewoners weggejaagd. Odfella moet de harten ontdooien en Suske, Wiske en tante Sidonia gaan met een bootje via de Molotova naar Gomoravska en ze vinden Jackov Nenoom. De man is neergeslagen door zijn knecht, de Grolem, omdat die kennis wil om zijn barbaarse macht uit te oefenen. Hij wil Schanulleke, Kalasj en Floda vernietigen en zoekt “Het Pand van het Levend Verstand”, in dat pand worden dode dingen levend en domme wezens slim. Nenoom vertelt dat hij enkel doet wat er in het Boek der Ondoorgrondelijke Openbaringen geschreven staat en tante Sidonia vertrekt boos. Jerom en Lambik komen aan in Sodomitz en worden door de nar naar binnen gebracht, ze krijgen kleding en de mannen vragen zich af wie Odfella zou kiezen. Odfella komt aan in een tijgerpakje en ze vinden een tuin in het gebouw, de vrienden in Gomoravaska hebben het monster gevonden en zien hoe hij een nar, Kalasj en Floda bedreigt. Ze jagen de Grolem weg en vinden het Huis van de Duistere Dossiers. Jerom vraagt waarom Odfella zoveel kust en ze vertelt dat dat te maken heeft met haar rol in de Basiliusorde, ze is Eponga Pecha (zij die de zonden opzuigt). De vrienden vinden een man die overwoekerd is door klimplanten en hij vertelt dat hij recht heeft op luiheid, want hij staat op Chocowaaks gebied. De luiaard wordt opgeknapt en Odfella geeft hem een kus, daarna wil hij orde en netheid en kapt het oerwoud weg. De nar brengt de vrienden naar de kamer van gulzigheid en ze horen dat de bouwsels van beton en steen niet kapot mogen gaan, Onno is een veelvraat en zit vast in een gebouw. Wiske leest dat de Grolem familie is van Didi en de nar van Koze, hij wil Didi beschermen tegen kwalijke invloeden en ze krijgen door dat de Grolem het opneemt voor zijn familie. Als de zeven hoofdzonden worden verslagen zal de Grolem sterven.
Ze gaan op weg om Odfella van haar taak af te houden en verdenken Nenoom valse informatie te hebben gegeven in de dossiers. Grolem zoekt Kalasj en Floda en loopt door de stad, terwijl hij alles vernielt. Kalasj, de nar, Schanulleke en Floda komen in het Huis van het Zwevend Speelgoed en ze worden door Suske, Wiske en tante Sidonia gepakt. Dan komt de Grolem binnen en hij grijpt Didi vast, maar Floda krijgt haar uit zijn handen en de kinderen vliegen weg met een vliegtuigje. Suske, Wiske en tante Sidonia zetten de achtervolging in en Odfella kust Onno, waarna hij kan bewegen en niet meer dik wil zijn. De nar brengt de vrienden in juten zakken naar de volgende kamer en ze ontmoeten Honoré Havare, schatrijk maar wil geen geld uitgeven aan schoonmaakproducten, die zijn schatkist niet kan openen. De Grolem ziet de kinderen vliegen en slaat hen uit de lucht, ze komen in een huis terecht en iedereen kan dan praten. Schanulleke voelt zelfs pijn van de landing en Didi beseft dat ze in het Pand van het Levend Verstand zijn aangekomen. De staf van Stefanus heeft Kalasj ingefluisterd naar dit pand te komen en hij hoort van Didi dat ze geofferd zullen worden. Kalasj wil zijn macht als tovenaar terug en voelt dat hij in de stad de macht kan grijpen, hij wil een strijd met Nenoom aangaan. DeTante Sidonia, Suske en Wiske horen dat Nenoom met mannen praat over Odfella en er zal een moord in haar schoenen worden geschoven. Nenoom, Labevski en de Chocowaakse geheime dienst spelen onder één hoedje en het geheugen van de Grolem zit in de spiegel van Nehm Wahr, zolang hij niet in de spiegel kijkt zal hij opvliegend en onwetend blijven.
De vrienden vinden een kamer vol stenen beelden en Wiske vindt de spiegel, dan valt er een vaas kapot en de mannen zien dat de deur is geforceerd. Odfella praat met de vrek en door hulp van Jerom opent de schatkist en Odfella geeft een kus waarna de man zijn rijkdom niet meer hoeft. Lambik blijft aandringen en Jerom zorgt ervoor dat hij Odfella met rust moet laten, de nar brengt de drie naar de volgende kamer en dit is gramschap. Tirana vindt dat er niks mis is met haar karakter en ze smijt haar servies naar de drie indringers, de Grolem heeft zijn voet bezeerd en Kalasj, Didi, Floda en Schanulleke kunnen ontsnappen. Schanulleke springt in de armen van Wiske en Suske pakt Didi, maar Kalasj en Floda ontsnappen. Tante Sidonia duwt de Grolem in het Pand van het Levend Verstand en laat hem in de spiegel kijken, hij herinnert zich alles en ziet zichzelf op de troon. Zijn voorouders bestuurden de tweelingsteden en hij was de laatste in de lijn, Nenoom maakte een gewelddadige bruut van hem en de Chocowaakse overheid keek toe tot er een opstand ontstond. De geheime dienst valt binnen en ze vertellen dat ze het beleid van de president volgen, ze vertellen dat ze de uitroeiing van het Grolemgeslacht niet aan Nenoom en Labevski hadden moeten overlaten. De vrienden kunnen de mannen verslaan en Didi kijkt in de spiegel en herkent dan haar vader, de Grolem vertelt dat zijn vader in Sodomitz is en ook niet weet wie hij is.
Schanulleke waarschuwt dat men Kalasj niet moet vergeten, hij wil ook nog altijd de macht grijpen en als de zeven hoofdzonden verslagen worden zal de Grolem sterven. De Grolem snapt dat hij daarom steeds zwakker wordt en de agenten van de geheime dienst worden vastgebonden. Schanulleke moet Kalasj in de gaten houden en Nenoom maakt nog meer standbeelden. Tirana raakt Odfella en ze valt neer, als ze mond op mond beademing krijgt van de vrouw fleurt deze meteen op. Nenoom prikt weer een speld in het beeld van de Grolem als een parel oplicht en de Grolem valt neer met enorme hoofdpijn. Suske en Wiske gaan weer in de boot en Kalasj ziet Nenoom bezig. Lambik, Jerom en Odfella worden door de nar in een lege kamer gebracht en Odfella hoort van Jerom dat hij een dossier over “de vrienden van Odfella” gekregen heeft. Lambik vertelt dat hij geprezen werd in zijn dossier en Odfella vertelt dat zij door de valse dossiers zijn beïnvloed. Jerom is jaloers en Lambik ijdel, en Odfella kust beide om ze te genezen. De nar stuurt weer twee parels naar Nenoom en brengt de drie naar de kamer van kuisheid, Nenoom prikt naalden in het beeldje waarna de Grolem bewusteloos neerstort. Suske en Wiske zien hoe de nar hun vrienden naar de laatste kamer brengt en houdt hen tegen, ze vertellen wat er aan de hand is en ze gaan snel naar Nenoom en kunnen nog net voorkomen dat Kalasj de laatste naald in het beeld van de Grolem prikt. Nenoom ligt bewusteloos op de grond en Schanulleke heeft een poppetje gemaakt van Kalasj en Floda, waardoor ze net op tijd verslagen worden. Wiske is trots op Schanulleke en de vrienden sluiten Nenoom, Labevski en de veiligheidsagenten op. Nar Koze krijgt zijn geheugen terug en herinnert zich dat hij de vader van de Grolem is, die heeft nog even tijd nodig om te herstellen en de vrienden drinken op de goede afloop van het avontuur

## Achtergronden
- Dit is het tweede deel in de trilogie De laatste vloek - De kus van Odfella - De gevangene van Prisonov, alhoewel alle drie de delen afzonderlijk van elkaar te lezen zijn. De zeven hoofdzonden vormen het thema van het verhaal. Dit thema heeft Willy Vandersteen ook al eens gebruikt in een andere serie, die hij heeft geschreven: De Geuzen (in het verhaal De zeven jagers).
- De naam Odfella is waarschijnlijk ontleend aan de Odd Fellow, een orde van vrijmetselaars.
- De zeven hoofdzonden zijn:
  - hoogmoed
  - luiheid
  - gulzigheid
  - gramschap
  - jaloersheid
  - gierigheid
  - onkuisheid
- Odfella probeert de wereld te redden, in het verhaal De laatste vloek is het de vrienden niet gelukt de zevenhonderd zevenenzeventigduizend triljoenste vloek tegen te houden, door de zondaars te kussen, dit lijkt een verwijzing naar het zoenoffer.